# Filmografia de Steven Spielberg

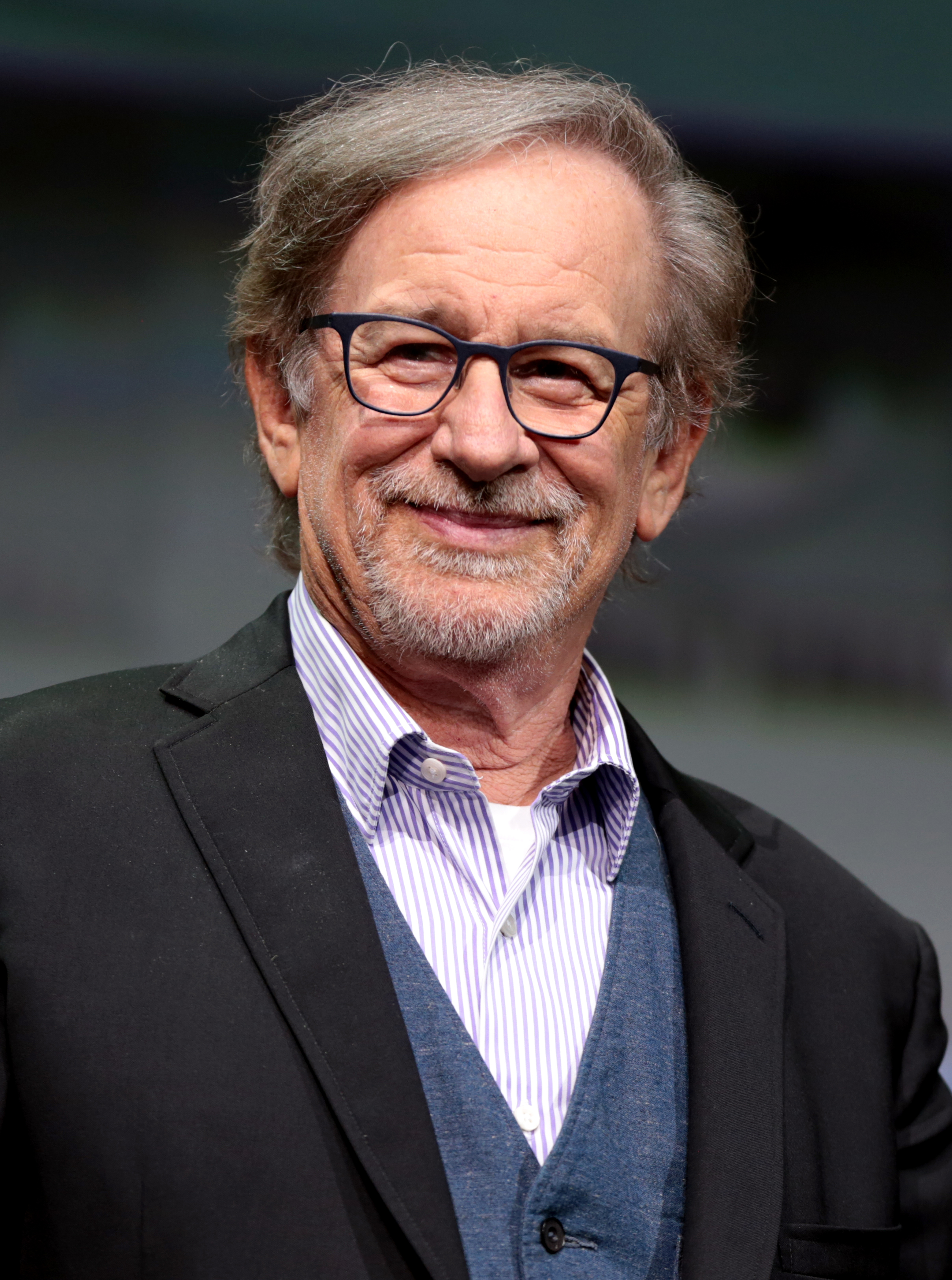
Steven Spielberg durante a San Diego Comic-Con, em 2017.

O diretor, produtor e roteirista estadunidense Steven Spielberg é conhecido pela qualidade técnica e variedade temática de suas produções, sendo considerado um dos principais expoentes do cinema "Nova Hollywood". Ao longo de mais de cinco décadas de carreira cinematográfica, Spielberg consagrou-se como um dos mais populares cineastas da história do cinema.
Spielberg iniciou sua carreira dirigindo curta-metragens de 8 mm e produções independentes, entre as quais Firelight (1964), que lançou aos 16 anos de idade. Anos depois, Spielberg dirigiu o curta-metragem Amblin', sua primeira obra completa. Sua estreia nas grandes telas deu-se com o drama policial The Surgaland Express (1974), que arrecadou mais de 7 milhões de dólares em bilheterias. No ano seguinte, dirigiu e produziu o suspense Jaws, o filme mais caro de toda a história do cinema à época e considerado até os dias atuais um ícone do cinema cult. Com o sucesso comercial e crítico de Jaws, Spielberg investiu amplamente em produções do gênero suspense, o que se tornaria a sua marca principal. Em 1977, dirigiu o filme de ficção científica Close Encounters of the Third Kind, estrelado por Richard Dreyfuss e produzido por Julia Phillips. O filme foi um sucesso comercial e de crítica, abarcou mais de 300 milhões de dólares em bilheterias mundiais e recebeu o Óscar de Melhor Fotografia, entre várias outras indicações.
No início da década de 1980, Spielberg inicia uma parceria de sucesso com George Lucas ao dirigir Raiders of the Lost Ark, o primeiro filme da franquia Indiana Jones. Com um roteiro elaborado e uma equipe reunindo os principais nomes do cinema de aventura à época, o filme obteve um estrondoso sucesso comercial e foi indicado a cinco categorias do Óscar - incluindo o de Melhor Filme. O diretor retomou a franquia nas sequências Indiana Jones and the Temple of Doom e Indiana Jones and the Last Crusade em 1984 e 1989, respectivamente. Nos anos seguintes, Spielberg dirgiu o ficção científica E.T. the Extra-Terrestrial, o terror Poltergeist (1982) e o antológico Twilight Zone: The Movie (1983). Em 1985, o diretor expandiu sua carreira para o gênero dramático ao dirigir The Color Purple, tendência reprisada em Empire of the Sun (1987) e Always (1989) (1989). 
Na década de 1990, Spielberg realizou alguns de seus filmes de maior sucesso comercial como a aventura Hook (1991), estrelado por Robin Williams e fazia uma releitura de Peter Pan. Anos mais tarde, mesclou suspense com ação e ficção científica em Jurassic Park (1993), considerado uma revolução cinematográfica em termos de efeitos especiais e que rendeu a lucrativa franquia homônima que figura entre as maiores séries cinematográficas da história. No mesmo ano, Spielberg dirigiu o drama histórico Schindler's List, estrelado por Liam Neeson e Ben Kingsley e que rendeu-lhe o primeiro Óscar de Melhor Diretor. O filme venceu ainda o Óscar de Melhor Filme e de Melhor Roteiro Adaptado, dentro inúmeras indicações.

## Filmografia

### Cinema
| Ano  | Título                                             | Papel   | Papel    | Papel      | Ref.   |
| Ano  | Título                                             | Diretor | Produtor | Roteirista | Ref.   |
| ---- | -------------------------------------------------- | ------- | -------- | ---------- | ------ |
| 1964 | Firelight                                          | Sim     | Sim      | Sim        |        |
| 1971 | Duel                                               | Sim     |          |            |        |
| 1972 | Something Evil                                     | Sim     |          |            |        |
| 1973 | Savage                                             | Sim     |          |            |        |
| 1973 | Ace Eli and Rodger of the Skies                    |         |          | Sim        |        |
| 1974 | The Sugarland Express                              | Sim     |          | Sim        |        |
| 1975 | Jaws                                               | Sim     |          |            | [ 8 ]  |
| 1977 | Close Encounters of the Third Kind                 | Sim     |          |            | [ 9 ]  |
| 1979 | 1941                                               | Sim     |          |            | [ 10 ] |
| 1981 | Raiders of the Lost Ark                            | Sim     |          |            | [ 11 ] |
| 1982 | E.T. the Extra-Terrestrial                         | Sim     | Sim      |            | [ 12 ] |
| 1982 | Poltergeist                                        |         | Sim      | Sim        | [ 13 ] |
| 1983 | Twilight Zone: The Movie                           | Sim     | Sim      |            | [ 14 ] |
| 1984 | Indiana Jones and the Temple of Doom               | Sim     |          |            | [ 15 ] |
| 1985 | The Color Purple                                   | Sim     |          |            | [ 16 ] |
| 1985 | The Goonies                                        |         | Sim      | Sim        | [ 17 ] |
| 1987 | Empire of the Sun                                  | Sim     | Sim      |            | [ 18 ] |
| 1989 | Always                                             | Sim     |          |            |        |
| 1989 | Indiana Jones and the Last Crusade                 | Sim     |          |            | [ 19 ] |
| 1991 | An American Tail: Fievel Goes West                 |         | Sim      |            |        |
| 1991 | Hook                                               | Sim     |          |            | [ 20 ] |
| 1993 | Jurassic Park                                      | Sim     |          |            | [ 21 ] |
| 1993 | Schindler's List                                   | Sim     | Sim      |            | [ 22 ] |
| 1997 | The Lost World: Jurassic Park                      | Sim     |          |            | [ 21 ] |
| 1997 | Amistad                                            | Sim     |          |            |        |
| 1998 | Saving Private Ryan                                | Sim     | Sim      |            | [ 23 ] |
| 2000 | Shooting War                                       | Sim     |          |            |        |
| 2001 | A.I. Artificial Intelligence                       | Sim     | Sim      | Sim        | [ 24 ] |
| 2002 | Minority Report                                    | Sim     |          |            | [ 25 ] |
| 2002 | Catch Me If You Can                                | Sim     | Sim      |            | [ 26 ] |
| 2004 | The Terminal                                       | Sim     |          |            |        |
| 2005 | War of the Worlds                                  | Sim     |          |            |        |
| 2005 | Memoirs of a Geisha                                |         | Sim      |            |        |
| 2005 | Munich                                             | Sim     |          |            |        |
| 2006 | Flags of Our Fathers                               |         | Sim      |            |        |
| 2006 | Letters from Iwo Jima                              |         | Sim      |            |        |
| 2008 | Indiana Jones and the Kingdom of the Crystal Skull | Sim     |          |            |        |
| 2011 | Super 8                                            |         | Sim      |            |        |
| 2011 | The Adventures of Tintin                           | Sim     |          |            |        |
| 2011 | War Horse                                          | Sim     | Sim      |            |        |
| 2012 | Lincoln                                            | Sim     | Sim      |            |        |
| 2014 | The Hundred-Foot Journey                           |         | Sim      |            |        |
| 2015 | Bridge of Spies                                    | Sim     | Sim      |            | [ 27 ] |
| 2016 | The BFG                                            | Sim     |          |            | [ 28 ] |
| 2017 | The Post                                           | Sim     | Sim      |            | [ 29 ] |
| 2018 | Ready Player One                                   | Sim     | Sim      |            | [ 30 ] |
| 2021 | West Side Story                                    | Sim     | Sim      |            | [ 31 ] |
| 2022 | The Fabelmans                                      | Sim     | Sim      | Sim        | [ 32 ] |
| 2023 | Indiana Jones and the Dial of Destiny              |         | Sim      |            | [ 33 ] |
| 2023 | The Color Purple                                   |         | Sim      |            | [ 34 ] |